# Gaspare Bonciani
Gaspare Bonciani (Firenze, fine XIV secolo - inizio XV secolo – ...) è stato un banchiere, diplomatico e funzionario italiano.
Appartenente alla famiglia Bonciani, fu un personaggio di spicco alla corte della regina di Napoli Giovanna II d'Angiò-Durazzo.
Ebbe un ruolo di primo piano, non solo per le sue potenti risorse di banchiere e capo di una ricca compagnia mercantile, ma anche per la sua affidabilità quale amministratore del pubblico erario e, forse soprattutto, per la sua attività diplomatica.

## Attività amministrativa
Alla morte del fratello Ladislao nel 1414, Giovanna II si trovò a regnare in un periodo di corruzione e decadenza. A Napoli il monopolio del commercio e delle finanze era saldamente nelle mani dei mercanti e banchieri fiorentini. Tra questi, il più potente e avveduto fu Gaspare Bonciani, giunto a Napoli proprio all'inizio del regno di Giovanna II. Da lei guadagnò dapprima importanti privilegi e poi una crescente fiducia e riconoscenza, in ragione dei suoi prestiti sempre più ingenti e della sua comprovata fedeltà. La regina concesse anche ad alcuni familiari di Gaspare incarichi di prestigio in ambito amministrativo, finanziario e giudiziario. Secondo testimonianze dell'epoca, sarebbe stato connotato come Viceré di Napoli.
Fu in stretti rapporti con Giacomo Cotrugli di cui si servì per produrre gran parte della moneta d'argento emessa nella zecca di Napoli con l'argento importato da Ragusa.

## Attività diplomatica
L'attività diplomatica di Gaspare Bonciani al servizio di Giovanna II risultò utile alle sorti del regno in un periodo di trame e intrighi che mettevano spesso a repentaglio, oltre che la sovranità, l'incolumità e la vita stessa della Regina. Persuase il riluttante Braccio da Montone a difendere la regina assediata a Casanova da Muzio Attendolo Sforza (1421), fino a una richiesta di aiuto, di fronte all'avanzata aragonese, da rivolgere a Cosimo de' Medici (1435), al quale la regina aveva dimostrato in precedenza un'aperta ostilità.